# Thysanaspis litseae
Thysanaspis litseae är en insektsart som beskrevs av Sadao Takagi 1961. Thysanaspis litseae ingår i släktet Thysanaspis och familjen pansarsköldlöss. Inga underarter finns listade i Catalogue of Life.